# Xorides crassitibialis
Xorides crassitibialis är en stekelart som först beskrevs av Tohru Uchida 1932.  Xorides crassitibialis ingår i släktet Xorides och familjen brokparasitsteklar. Inga underarter finns listade i Catalogue of Life.